# Tribolium brachystachyum
Tribolium brachystachyum är en gräsart som först beskrevs av Christian Gottfried Daniel Nees von Esenbeck, och fick sitt nu gällande namn av Stephen Andrew Renvoize. Tribolium brachystachyum ingår i släktet Tribolium och familjen gräs. Inga underarter finns listade i Catalogue of Life.